# Arheologie africană

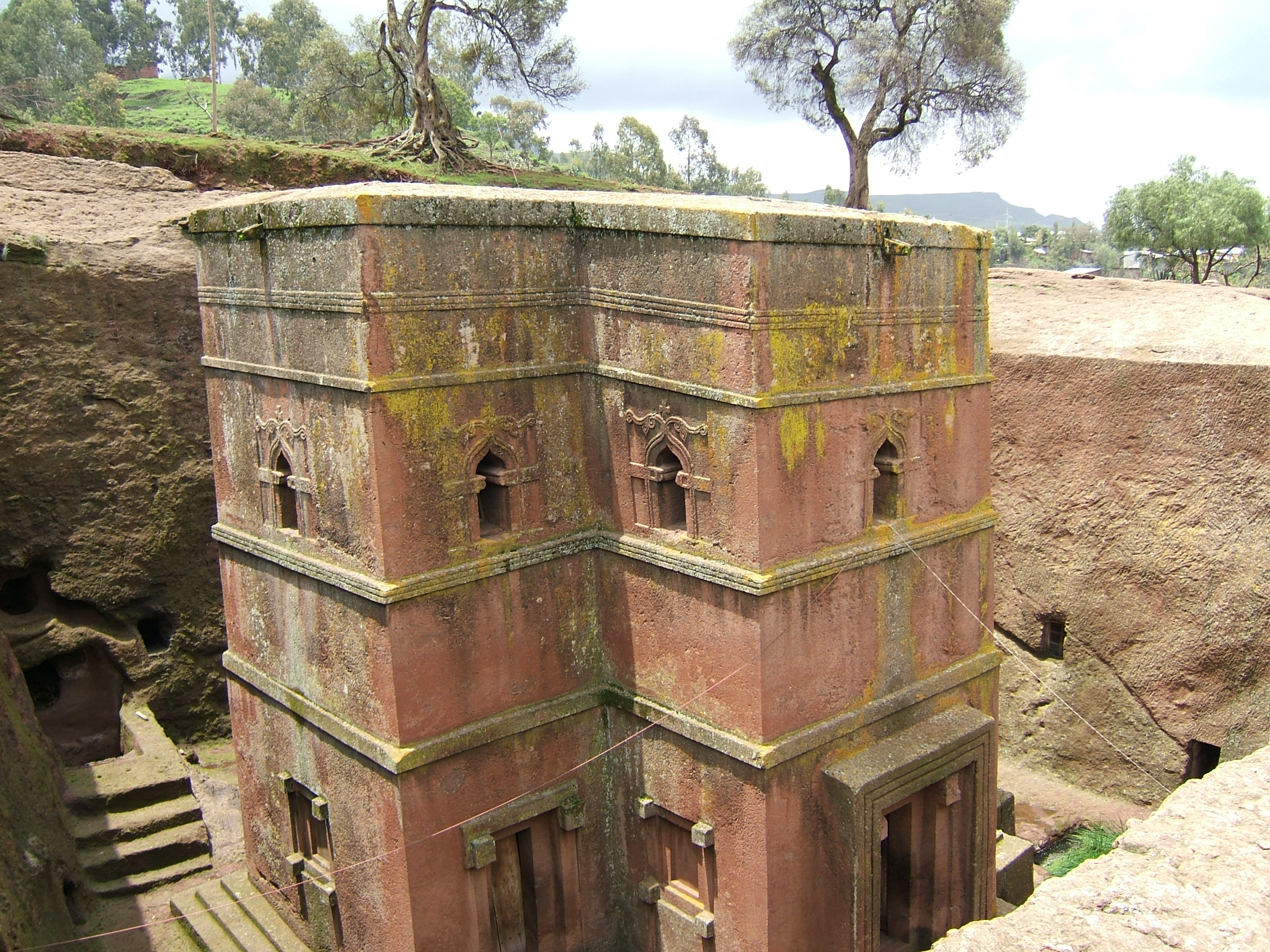
Biserică monolitică. Etiopia

Arheologia africană este o sub-disciplină a arheologiei care studiază continentului african.
Continentul Africa are cea mai lungă evoluție umană în comparație cu alte regiuni de pe glob și o mare varietate de subiecte de studiu pentru arheologi. În general în evoluția arheologiei, cercetătorii s-au ocupat aici de Egiptologie și mai puțin de restul continentului.

## Apariția omului
Cele mai timpuri situri arheologice africane sunt situate în Marele Rift African în estul Africii, unul din cele mai celebre astfel de situri este Olduvai Gorge în Tanzania de astăzi. Aici au fost descoperite fosile ale primilor It hominizidatate în urmă cu aproximativ 4 milioane de ani. Primele unelte produse aici sunt datate în urmă cu aproximativ 2 milioane de ani produse de Homo habilis. Un milion de ani mai târziu apar uinelte mai complexe produse de Homo erectus.
Studiul arheologiei în regiune a fost început de o serie de pionieri ai cercetării ca Louis Leakey și familia sa și a fost axat pe cele mai timpuri tipuri de unelte și în general de aparitia și evoluția primilor hominizi. 
La începutul Paleoliticului mijlociu, aproximativ 120000 î.Hr., se remarcă în Africa comunități de vânători-culegători ce exploatează animalele de talie mare. Deosebit de interesantă este studierea zonei deșertului Sahara unde în această perioadă exista o regiune de savană locuită preferată regiunilor de junglă din sud. De asemenea eru populate și regiunile de coastă.
Homo sapiens a apărut pentru prima dată pe continentul african în urmă cu aproximativ 100000 de ani, în această perioadă fiind ocupate și regiunile sudice din Bazinul Congo. Tot aici apar în registrul arheologic african primele semne ale apariției artei prin utilizarea ocrului pentru decorarea trupului și apariția riturilor și ritualurilor funerare.

## Epoca târzie a pietrei în Africa
Aproximativ 10000 î.Hr. societățile africane au dezvoltat tehnologia microlitelor iar comunitățile de vânători și culegători au evoluat treptat devenind comunități sedentare și agrare. Primele dovezi ale producției de ceramică, ale domesticirii plantelor și animalelor  datează în jurul perioadei 7000 - 6000 î.Hr în zona de nord a continentului. Dovezi remarcabile ale practicării acestui mod de viață sunt picturile rupestre din nordul Africii (Saharan rock art). Ulterior datorită încălzirii climei și măriri deșertului Sahara, primii agricultori de aici s-au răspândit de-a lungul cursurilor mari de apă ca Niger și Nil.

## Epoca Metalelor în Africa
Comunitațile africane au preluat din Orientul Apropiat cerealele, animalele domestice și prelucrarea metalelor. Aceasdta din urmă a fost preluată pe filiera Egiptului Antic. Până în jurul anului 500 d.Hr. a fost utilizată și piatra ca material pentru producerea uneltelor, în jurul acestei date metalurgia cuprului și bronzului s-a generalizat pe întregul continent atingând cel mai sudic punc în jurul anului 200 d.Hr. Metalurgia fierului a fost adoptată mai ales în cadrul triburilor Bantu, populație care ca urmare a acestei evoluții tehnologice se raspândește în tot sudul Africii.

## Africa istorică
Comerțul cu Orientul Apropiat și Europa au creat mari imperii comerciale africane cum a fost de exemplu Regatul Etiopian Axum. Triburile Bantu s-au remarcat printr-un impresionant regat denumit Marele Zimbabwe între secolele X-XV. 
Nordul continentului a avut stranse legături comerciale și culturale cu sudul Europei. În Etiopia creștină au fost produse monumente celebre așa numitele biserici monolitice. Începând cu secolul XIII apar primele patrunderi ale portughezilor pe continentul african. Începand cu acest nivel cronologic se utilizează termene ca africa colonială însă studii arheologice există și pentru aceste perioade, deosebit de interesante sunt cercetările primelor forturi portugheze de pe litoralul african.